# تشو سانغ هيون
تشو سانغ هيون (الكورية: 조상현) مواليد 8 يوليو 1976، هو لاعب كرة سلة كوري جنوبي. بدأ مسيرته الاحترافية في سنة 1998. يبلغ طوله 6 قدم 2 بوصة (1.9 م). حقق المركز الأول في دورة الألعاب الآسيوية 2002. حقق المركز الثالث في بطولة أمم آسيا لكرة السلة 2001. لعب مع بوسان كي تي سونيكبوم.

## روابط خارجية
- تشو سانغ هيون على موقع الاتحاد الدولي لكرة السلة (الإنجليزية)
- تشو سانغ هيون على موقع كرة السلة الأوروبية.كوم (الإنجليزية)
- تشو سانغ هيون على موقع ريلجم (الإنجليزية)